# Anastasija Novosad
Anastasija Juriïvna Novosad (in ucraino Анастасія Юріївна Новосад?; Rivne, 8 maggio 1993) è una sciatrice freestyle ucraina, specializzata nei salti.

## Biografia
Originaria di Rivne e attiva a livello internazionale dal febbraio 2010, Anastasija Novosad ha debuttato in Coppa del Mondo il 15 gennaio 2012, giungendo 12ª nei salti a Mont Gabriel. Il 10 dicembre 2021 ha ottenuto il suo primo podio, nonché la sua prima vittoria, nel massimo circuito, imponendosi a Ruka.
In carriera ha preso parte a un'edizione dei Giochi olimpici invernali e a tre dei Campionati mondiali di freestyle.

## Palmarès

### Mondiali
- 2 medaglie:
  - 2 bronzi (salti e salti a squadre a Bakuriani 2023)

### Mondiali juniores
- 1 medaglia:
  - 1 argento (salti a Chiesa in Valmalenco 2013)

### Coppa del Mondo
- Miglior piazzamento in classifica generale: 52ª nel 2015
- Miglior piazzamento nella Coppa del Mondo di salti: 5ª nel 2022
- 3 podi:
  - 1 vittoria
  - 2 terzi posti

#### Coppa del Mondo - vittorie
| Data             | Luogo | Paese     | Disciplina |
| ---------------- | ----- | --------- | ---------- |
| 10 dicembre 2021 | Ruka  | Finlandia | AE         |

Legenda:

AE = salti